# Juan de Dios

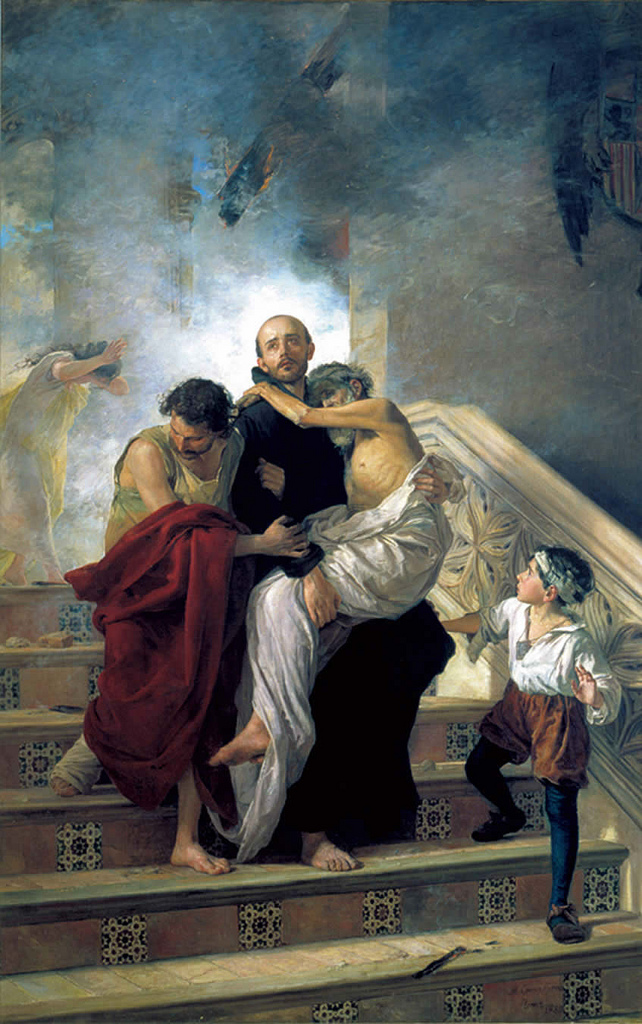
San Juan de Dios salvando a los enfermos de incendio del Hospital Real, Manuel Gómez-Moreno González (1880). Museo de Bellas Artes de Granada.

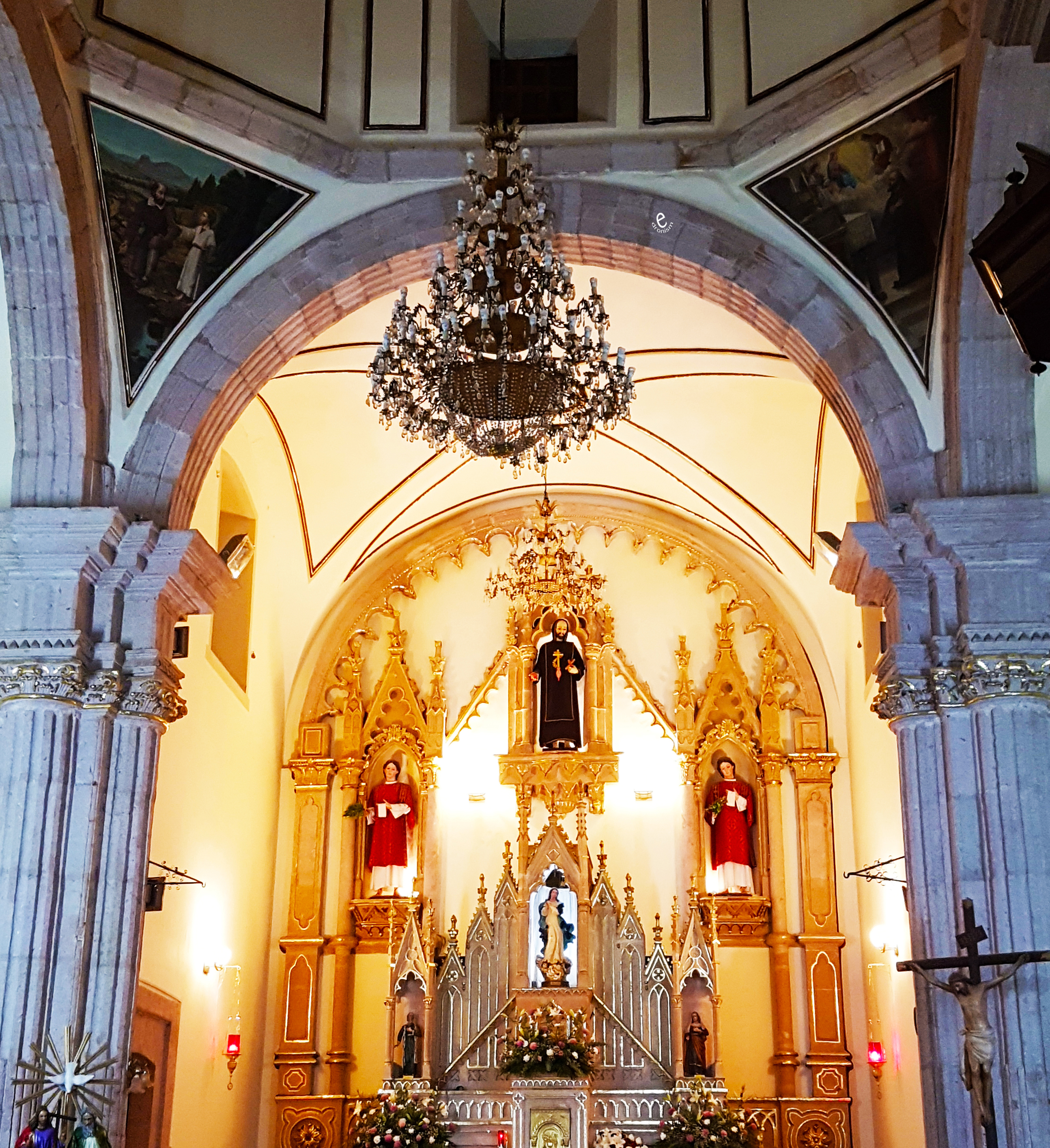
Altar de la Iglesia de San Juan de Dios en León, Guanajuato, México.

San Juan de Dios (Casarrubios del Monte, 1495 - Granada, 8 de marzo de 1550), es un santo español de la Iglesia católica. Fue enfermero y  fundador de la Orden Hospitalaria de San Juan de Dios.Fue el iniciador del hospital moderno y es patrón de los enfermos, los enfermeros, hospitales y bomberos, y copatrón de la ciudad de Granada.

## Biografía
Nació en 1495 en el pueblo toledano de Casarrubios del Monte, aunque su primer biógrafo, Francisco de Castro (1585) despistó sobre sus orígenes, por no ser cristiano viejo, afirmando que era portugués, pues su madre era cristiana y su padre judío; y sí que pasó su infancia en Portugal. Con 12 años se estableció en Torralba de Oropesa (Toledo), en la casa de Francisco Cid Mayoral, al que sirvió como pastor. A la edad de 27 años (1523) se alistó en las tropas del capitán de infantería Juan Ferruz, quien a su vez estaba al servicio del Emperador Carlos I, en la defensa de Fuenterrabía, contra las tropas francesas. Fue para él una dura experiencia, siendo expulsado por negligencia en el cuidado de las ganancias de su compañía (se salvó en el último momento de ser ahorcado). A pesar de ello, volvió a combatir en las tropas del conde de Oropesa en 1532, en el auxilio de Carlos I a Viena, sitiada por los turcos.
A su regreso a España, en el desembarco por la costa gallega, volvió a Portugal para reencontrarse con sus orígenes. Pero este deseo se vio seriamente frustrado: sus padres habían muerto; tan sólo quedaba su tío. De allí pasó a Andalucía y estando de paso por Gibraltar decidió embarcar hacia África. En su mismo barco, encontró al caballero Almeyda, su mujer y sus cuatro hijas, todos ellos desterrados a Ceuta por el rey de Portugal. El padre le contrató como sirviente, pero pronto cayeron todos enfermos, gastando la poca fortuna que traían, viéndose en la necesidad de pedir socorro a Juan de Dios. Este, mostrando ya la enorme caridad que le convertiría en santo, se puso a trabajar en la reconstrucción de las murallas de la ciudad, permitiendo que de su salario comiesen todos. Más tarde pasó a Gibraltar, donde se hizo vendedor ambulante de libros y estampas. De ahí se trasladó definitivamente a Granada en 1538, y abrió una pequeña librería en la Puerta de Elvira.  La librería le permitió entrar en contacto con la literatura de tipo devocional y religiosa.
El 20 de enero de 1539 se produjo un hecho trascendental. Oyendo un sermón predicado por san Juan de Ávila en la Ermita de los Mártires, tuvo lugar su conversión. Las palabras del santo manchego le conmovieron de tal manera que  comenzó a destruir los libros que vendía; vagó desnudo por la ciudad; los niños lo apedreaban y todos se burlaban de él. Su comportamiento era el de un loco y, como tal, fue encerrado en el Hospital Real. Allí trató con los enfermos y mendigos y fue ordenando sus ideas y su espíritu mediante la reflexión profunda. Tras este cambio se dirigió en peregrinación al santuario de la Virgen de Guadalupe en Extremadura. Allí maduró su propósito y a los pies de la Virgen prometió entregarse a los pobres, a los enfermos y a todos los desfavorecidos del mundo.
Juan volvió a Granada en otoño de ese mismo año, lleno de entusiasmo y humanitario sentir. Los recursos con los que contaba eran su propia capacidad de trabajo y la generosidad de la gente. En un principio Juan utilizó las casas de sus bienhechores para acoger a los enfermos y desfavorecidos de la ciudad. Pronto tuvo que alquilar una casa, en la calle Lucena, donde montó su primer hospital. Poco a poco creció su fama por Granada, y el obispo le puso el nombre de Juan de Dios.
En los siguientes diez años creció su obra y abrió otro hospital en la Cuesta de Gomérez. Fue un innovador de la asistencia hospitalaria de su época. Sus obras se multiplicaron y creció el número de sus discípulos -entre los cuales destacaba Antón Martín, creador del Hospital de la Orden en Madrid llamado de Nuestra Señora del Amor de Dios- y se sentaron las bases de su obra a través del tiempo. El 8 de marzo de 1550, a los 55 años, murió Juan de Dios en Granada, víctima de una pulmonía a consecuencia de haberse tirado al Genil para salvar a un joven que, aprovechando la crecida del río, había ido para recoger leña pero se cayó en medio de la corriente y estaba en trance de ahogarse.  
Fue beatificado por el papa Urbano VIII el 1 de septiembre de 1630 y canonizado por el papa Alejandro VIII, el 16 de octubre de 1690. Fue nombrado santo patrón de los hospitales y de los enfermos.
A su muerte su obra se extendió por toda España, Portugal, Italia y Francia y hoy día está presente en los cinco continentes.
San Juan de Dios fue enterrado en el convento de la Victoria de Granada (Carmen de los Mínimos) en el año 1550.  Sus restos permanecieron allí hasta el 28 de noviembre de 1664, cuando los hermanos de su orden los trasladaron a la iglesia del Hospital de San Juan de Dios. En 1757 un nuevo traslado tuvo lugar al ser construida la Basílica que lleva su nombre, en cuyo camarín reposan definitivamente.

## Su personalidad y su obra
- Ser sensible, humano-cristiano y social.
- Sale al encuentro de los necesitados y los acoge sin poner condiciones para su asistencia. Todo necesitado tiene derecho a ser atendido.
- Desarrolla métodos de atención pioneros en su época. Atención integral de la persona necesitada, respetando su dignidad y defendiendo sus derechos.
- Solicita recursos a toda la sociedad: “Hermanos, haceos bien a vosotros mismos, ¿queda claro?”, era su grito y su lema.
- Reúne a un grupo de personas que darán continuidad a su obra (la Hermandad de Juan de Dios).

## Museo
En la Casa de los Pisa (Granada) se encuentra un museo en su memoria.

## Enlaces externos

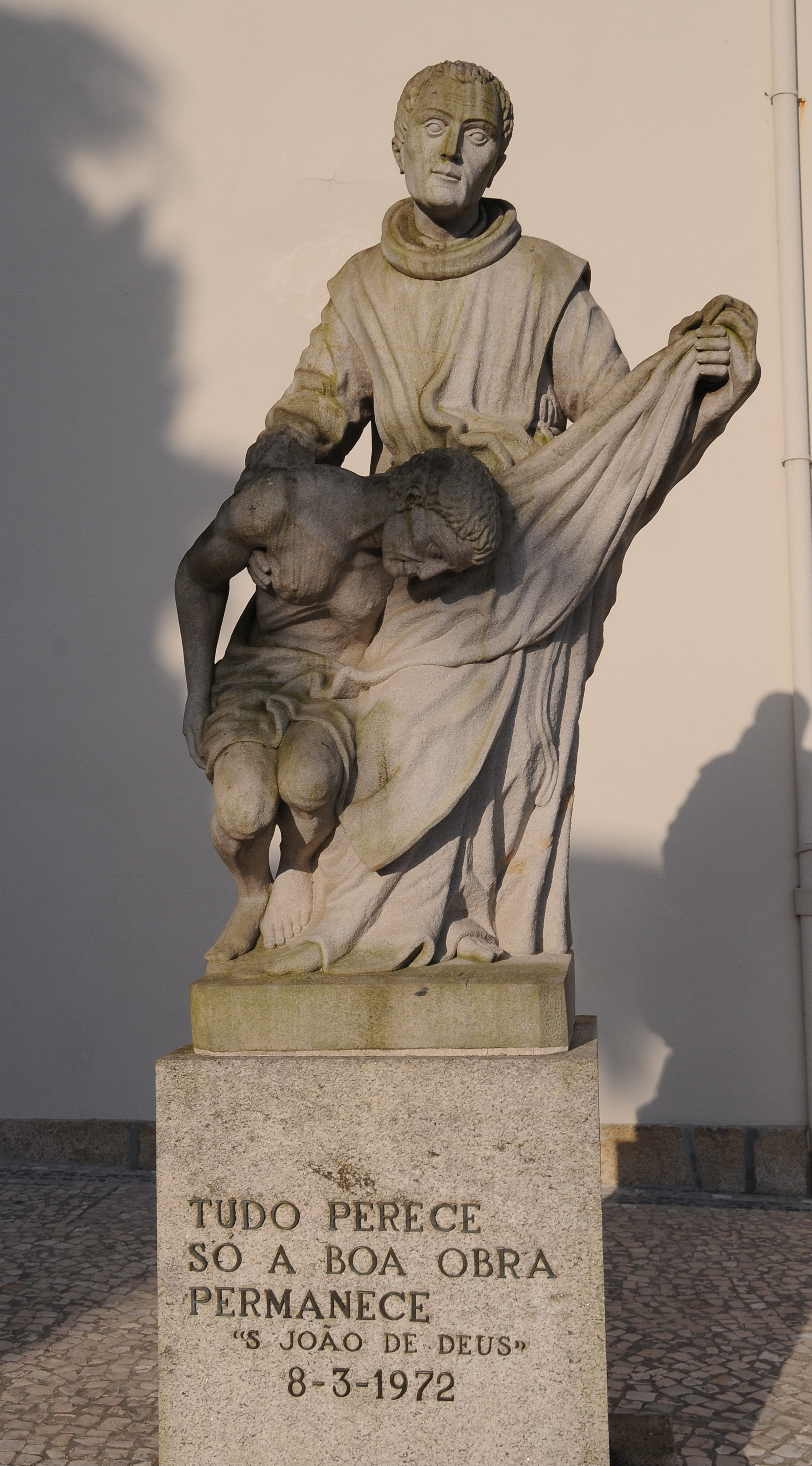
Estatua de San Juan de Dios en Vilar de Frades, Barcelos, Portugal.